# Odontomyia chathamensis
Odontomyia chathamensis är en tvåvingeart som beskrevs av Frederick Wollaston Hutton 1901. Odontomyia chathamensis ingår i släktet Odontomyia och familjen vapenflugor. Inga underarter finns listade i Catalogue of Life.